# Nibbio (esploratore)
Il Nibbio è stato un esploratore leggero della Regia Marina e poi della Forțele Navale Române con il nome di NMS Mărășești.

## Storia

### Il servizio per la Regia Marina
Ordinato dalla Marina rumena nel 1913 ed impostato nei cantieri Pattison di Napoli nel 1914, avrebbe dovuto chiamarsi Vârtej.
Il 5 giugno 1915, in conseguenza dell'ingresso dell'Italia nella prima guerra mondiale, l'unità fu requisita dalla Regia Marina e ribattezzata Nibbio, entrando in servizio nel 1918. Fu impiegata principalmente in Adriatico, in azioni di «guerriglia navale» (scontri tra siluranti e supporto ad attacchi di aerei e mezzi d'assalto). 
Il 5 settembre 1918 il Nibbio ed i gemelli Aquila e Sparviero furono inviati a fornire appoggio alle torpediniere 8 PN e 12 PN, mandate ad una quindicina di miglia da Punta Menders per attaccare mercantili austriaci a Durazzo: compito degli esploratori era tenersi circa 15 miglia ad ovest delle torpediniere, per intervenire se necessario. Alle 12.35, infatti, l’8 PN individuò tre navi avversarie al largo di Dulcigno e si portò all'attacco insieme all'unità gemella; l'intervento degli esploratori indusse le tre navi k.u.k. austroungariche a ritirarsi ripiegando verso la costa.
Il 2 ottobre 1918 Aquila, Nibbio e Sparviero furono inviati con numerose altre unità al largo di Durazzo per contrastare un eventuale contrattacco di navi nemiche provenienti da Cattaro volto ad impedire il bombardamento di Durazzo da parte di altre unità italiane ed inglesi. 
Il 4 novembre 1918 il Nibbio, al comando del capitano di fregata Grixoni, lasciò Valona con a bordo reparti del Battaglione di fanteria di marina «Grado» e, alle due del pomeriggio dello stesso giorno, giunse a Curzola, di cui prese possesso a nome dell'Italia (l'occupazione fu peraltro osteggiata dalla forte componente slava locale).
Il giorno seguente l'unità fornì supporto a distanza all'occupazione di Sebenico, avvenuta ad opera delle torpediniere Albatros e Pallade e di due MAS.

### Il servizio per le Marine rumena e sovietica

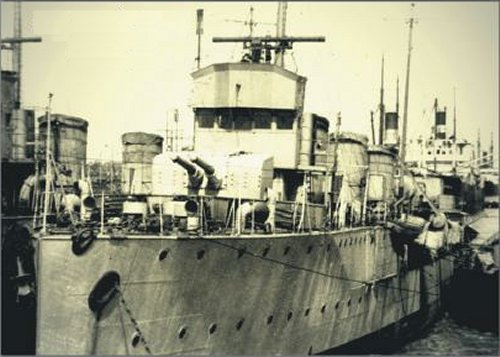
Un’altra foto del Mărășești

Terminata la guerra, il 1º luglio 1920, il Nibbio venne venduto alla Marina rumena (insieme al gemello Sparviero), ricevendo il nuovo nome di Mărășești..
Dopo la cessione alla Marina rumena, nel 1921, l'unità venne sottoposta a radicali lavori di modifica dell'armamento, che venne a constare di quattro cannoni da 120/45 mm, due da 76/40 mm e 2 mitragliere Fiat da 6,5 mm. Ebbe l'impiego di un conduttore di flottiglia.
Il Mărășești partecipò anche alla seconda guerra mondiale, durante la quale svolse principalmente missioni di scorta convogli sulle rotte tra il Bosforo e la Crimea. Subì più volte infruttuosi attacchi subacquei: il 7 settembre 1942 (ad opera del sommergibile sovietico SHCH 207) ed il 7 luglio 1943 (da parte del sommergibile sovietico SHCH 201). Nel 1944 il cacciatorpediniere venne modificato con l'aggiunta di 4 mitragliere da 37 mm e due da 20 mm.
Il 29 agosto 1944, con l'occupazione sovietica della Romania, il Mărășești fu catturato a Costanza dalle truppe sovietiche.
Incorporato nella Marina sovietica (14 settembre 1944) e ribattezzato Legkij (in cirillico Легкий), il cacciatorpediniere fu assegnato alla Flotta del Mar Nero.
Il 12 ottobre 1945, conclusasi la guerra, il Legkij venne restituito alla Marina della Romania – frattanto divenuta una Repubblica socialista e “stato vassallo” dell'URSS – e ricevette la denominazione di D 11.
Radiato nel 1963, il D 11 venne avviato alla demolizione.